# Petrochirus diogenes
Petrochirus diogenes is een heremietkreeft uit de familie van de Diogenidae. De soort komt voor in het Caraïbisch gebied en de aangrenzende kusten van het Westen van de Atlantische Oceaan.

## Naamgevingsgeschiedenis
De wetenschappelijke naam van de soort werd als Cancer diogenes in 1758 gepubliceerd door Carl Linnaeus. Hij baseerde zich daarbij primair op de beschrijving die Patrick Browne in 1756 gaf in "The civil and natural history of Jamaica", onder de naam "Astacus 4. Maximus". Linnaeus en Browne verwijzen beiden naar plaat 34, "Cancellus maximus Bahamensis", uit deel 2 van "The natural history of Carolina" van Mark Catesby. Het gaat zowel bij Browne als bij Catesby om een soort uit het Caraïbisch gebied. Linnaeus haalde echter ook een beschrijving aan die Georg Everhard Rumphius gaf van een soort uit de Indische Archipel. Opmerkelijk hierbij is dat de platen in het werk van Rumphius in spiegelbeeld zijn afgedrukt. Waar Linnaeus op basis van de plaat dacht dat hij te maken had met een soort waarvan de rechter schaar de grootste was, is bij deze soort in werkelijkheid de linker schaar groter, een belangrijk onderscheid bij heremietkreeften. In 1767 liet Linnaeus de verwijzing naar Browne vervallen, en voegde verwijzingen naar Gronovius en Kaempfer toe, zodat de meeste referenties nu een Aziatische soort betroffen, waarvan inmiddels wordt aangenomen dat het een Coenobita is. Linnaeus verwees daarbij in navolging van Gronovius naar een andere plaat van Catesby, die eveneens een Coenobita voorstelt.
In 1791 baseerde Johann Friedrich Wilhelm Herbst de naam Cancer bahamensis op Catesby's plaat 34, waarbij hij de naam van Catesby hergebruikte. Herbst nam in hetzelfde werk ook Cancer diogenes op, waarbij hij verwees naar soort 58 van Linnaeus, een referentie naar de behandeling door Linnaeus in de 12e editie van "Systema naturae"; noch Linnaeus, noch Herbst refereerde daarbij aan Catesby's plaat 34. In 1811 dacht Guillaume-Antoine Olivier met een nieuwe soort te maken te hebben, en gaf die de naam Pagurus granulatus. Een geconserveerd type bevindt zich volgens de protoloog in het Muséum national d'histoire naturelle in Parijs. Pagurus granulatus werd in 1858 door William Stimpson aangewezen als de typesoort van het door hem voorgestelde geslacht Petrochirus, en werd zo dus Petrochirus granulatus. Cancer bahamensis werd in 1901 door James Everhard Benedict in het geslacht Petrochirus geplaatst.
Tot 1959 werd de soort in de literatuur vooral vermeld als Petrochirus granulatus of Petrochirus bahamensis. In dat jaar gaf Lipke Holthuis een overzicht van de complexe naamgevingsgeschiedenis ervan. Daarbij stelde hij op basis van de prioriteitsregel van de ICZN vast dat de naam van Linnaeus uit 1758 de correcte is. Om aan alle verwarring een eind te maken, wees Holthuis Catesby's plaat 34 aan als het lectotype van de naam, waarbij de behandeling die Linnaeus in 1767 onder de naam Cancer diogenes gaf, genegeerd dient te worden, evenals Cancer diogenes Herbst.